# Gare de Francfort-Hauptwache
Pour les articles homonymes, voir Gare de Francfort.
La gare de Francfort-Hauptwache est une gare ferroviaire de la commune allemand de Francfort-sur-le-Main (Land de Hesse), ouverte en mai 1978 sur la ligne souterraine de Frankfurt HBF jusqu'à Hauptwache.
C'est une gare souterraine située sous la rue commerçante de Zeil. Avec 66 millions de voyageurs par an environ, c'est la troisième gare de Francfort. Il y a une correspondance avec le métro de Francfort.